# 구글 효과
구글 효과(Google effect) 또는 디지털 기억상실증(digital amnesia)은 인터넷 검색 엔진을 사용하여 온라인에서 쉽게 찾을 수 있는 정보를 잊어버리는 경향이다. 구글 효과에 대한 첫 번째 연구에 따르면 사람들은 온라인에서 접근할 수 있다고 믿는 특정 세부정보를 기억할 가능성이 적다. 그러나 이 연구에서는 사람들이 오프라인에서 정보를 학습하는 능력은 그대로 유지된다고 주장한다. 이 효과는 어떤 정보와 어떤 세부 수준을 기억하는 것이 중요하다고 간주되는지에 대한 변화로 볼 수도 있다.

## 역사
이 현상은 2011년 7월 논문에서 벳시 스패로(Betsy Sparrow, 컬럼비아 대학), 제니 류(Jenny Liu, 위스콘신-매디슨 대학) 및 대니얼 M. 웨그너(Daniel M. Wegner, 하버드 대학)에 의해 처음 설명되고 명명되었다. 이 연구는 네 부분으로 진행되었다. 첫 번째 부분에서는 피험자들에게 쉽고 어려운 퀴즈 질문에 답한 다음 일상적인 단어와 화면 및 구글과 같은 기술 관련 단어를 모두 포함하는 수정된 스트룹(Stroop) 작업을 수행하도록 했다. 피험자들은 특히 어려운 질문 후에 기술 단어에 더 느리게 반응했는데, 이는 퀴즈 질문이 그들이 컴퓨터를 생각하도록 준비시켰다는 것을 나타낸다. 두 번째 실험에서 피험자들은 여러 가지 퀴즈 문장을 읽었다. 그들 중 절반은 명세서가 저장되어 나중에 찾아볼 수 있을 것이라고 믿게 되었다. 나머지 절반에게는 그것을 기억하도록 명시적으로 지시했다. 그런 다음 두 그룹 모두 진술 기억에 대해 테스트를 받았다. 3부에서는 피험자들이 퀴즈 내용을 읽고 입력한 후 해당 항목이 삭제되거나 저장되거나 특정 위치에 저장되었음을 알렸다. 이후 인지과제를 주어 정확한 진술을 보았는지, 저장했는지, 저장했는지, 어디에 저장했는지를 질문하였다. 마지막 부분에서 피험자들은 상식적인 내용을 다시 입력했고 각 내용은 일반적인 이름의 폴더(예: 항목, 사실)에 저장되었다는 말을 들었다. 그런 다음 두 가지 다른 회상 작업이 주어졌다. 하나는 진술에 대한 것이고 다른 하나는 각 진술이 저장된 특정 폴더에 대한 것이다.
'디지털 기억상실증'이라는 용어는 카스퍼스키랩이 2015년 보안업체가 진행한 미검토 설문조사 결과를 토대로 만들어졌다. 이 조사 결과는 '구글 효과'가 온라인 사실을 넘어 중요한 개인정보까지 확장될 가능성이 있다는 것을 보여준다. 세부 사항을 기억하는 대신 91%의 사람들이 인터넷을 사용했고 44%는 스마트폰을 사용했다. 카스퍼스키 랩은 미국의 16세부터 55세까지의 소비자 1,000명을 대상으로 설문조사를 실시했다. 대부분의 경우, 사람들은 익숙했어야 할 전화번호와 같은 중요한 정보를 기억하지 못하여, 기기를 사용하여 정보를 쉽게 찾을 수 있기 때문에 정보를 잊어버렸다는 결론에 이르게 된다.

## 같이 보기
- 뇌-컴퓨터 인터페이스